# زاكارياس فيرنر
زاكارياس فيرنر (بالألمانية: Zacharias Werner)‏ هو شاعر قانوني ‏ وقسيس وكاتب مسرحي وكاتب وشاعر ألماني، ولد في 18 نوفمبر 1768 في كونيغسبرغ في الإمبراطورية الروسية، وتوفي في 17 يناير 1823 في فيينا في النمسا.

## وصلات خارجية
- زاكارياس فيرنر على موقع ميوزك برينز (الإنجليزية)